# Abdel Aziz al-Rantissi
Abdel Aziz al-Rantisi (àrab: عبد العزيز الرنتيسي, ʿAbd al-ʿAzīz ar-Rantīsī; Jibna, 23 d'octubre de 1947 - Gaza, 17 d'abril de 2004) va ser un líder polític palestí i cofundador de Hamàs, juntament amb el xeic Àhmed Yassin.

## Biografia
Al-Rantisi va néixer a Jibna el 1947, durant el Mandat britànic. Durant la guerra arabo-israeliana de 1948, la seva família va fugir o va ser expulsada per milícies sionistes a la Franja de Gaza. El 1956, quan tenia vuit o nou anys, va ser testimoni de la massacre de Khan Yunis, on els soldats israelians van matar centenars de palestins. Durant la massacre, al-Rantisi va recordar que els soldats israelians van matar el seu oncle davant seu; tal com va explicar a Joe Sacco, aquest fet serà molt important per a la seva vida futura. Va estudiar medicina pediàtrica i genètica a la Universitat d'Alexandria d'Egipte, graduant-se primer de la seva promoció, durant la qual es va convertir en membre dels Germans Musulmans. El 1976, va tornar a Gaza per ensenyar parasitologia i genètica a la Universitat Islàmica de Gaza.
Durant la Primera Intifada contra l'ocupació israeliana el 1988, es va convertir en un organitzador popular i un líder els esforços del qual van ajudar a la formació de Hamàs. Rantisi es va convertir en el líder polític i portaveu de Hamàs a la Franja de Gaza després de l'assassinat per Israel del líder espiritual de Hamàs, el xeic Àhmed Yassin, el març de 2004. Rantisi es va oposar al compromís amb Israel i va demanar la creació d'un Estat palestí (incloent tot l'Estat d'Israel) mitjançant una acció militar contra Israel.
El 17 d'abril de 2004 va morir assassinat per les forces israelianes, quan el cotxe en què viatjava va rebre l'impacte de míssils llançats des d'un helicòpter.
Al-Rantisi estava casat amb Jamila Abdallah Taha al-Shanti, que va ser escollida membre del Consell Legislatiu Palestí el 2006, i que també va ser assassinada el 2023. Van tenir sis fills.

## Història amb Hamàs
El 1987, quatre civils palestins del camp de refugiats de Jabalia van morir en un accident de trànsit que van implicar colons i soldats israelians. Al-Rantisi es va unir al xeic Àhmad Yassin i Salah Shehade, entre d'altres, animant la gent a protestar per l'ocupació, després dels serveis de la mesquita. Aquest va ser l'inici de la Primera Intifada, que va durar cinc anys. Al-Rantisi es va convertir en un organitzador i líder popular els esforços del qual van ajudar a la formació de Hamàs. El desembre de 1992, al-Rantissi va ser deportat al sud del Líban, com a part de l'expulsió de 416 agents de Hamàs i de la Jihad Islàmic Palestií, i va emergir com el portaveu general dels expulsats.
El 8 de juny de 2003, va dirigir un atac dirigit per Hamàs en el qual quatre soldats israelians van morir al pas d'Erez a la Franja de Gaza. El 10 de juny de 2003, al-Rantisi va sobreviure a un atac en helicòpter israelià contra un cotxe en el qual viatjava. En va resultar ferit lleu, tot i que un dels seus guardaespatlles i un civil van morir, i va ferir almenys 25 persones més.
El 23 de març de 2004, al-Rantisi va ser nomenat líder de Hamàs a la Franja de Gaza, després de l'assassinat d'Àhmed Yassin per part de les forces israelianes. El 27 de març de 2004, Rantisi es va dirigir a 5.000 seguidors a Gaza. Va declarar que l'aleshores president dels Estats Units, George W. Bush, era un «enemic dels musulmans» i va afirmar que Amèrica i Xaron havien declarat la guerra a Déu, i que Déu havia declarat la guerra a Amèrica, Bush i Xaron i que «la guerra de Déu continua contra ells i puc veure com la victòria arriba des de la terra de Palestina de la mà de Hamàs.»

## Assassinat
El 17 d'abril de 2004 al-Rantisi va ser assassinat per la Força Aèria Israeliana, quan va disparar contra el seu cotxe míssils Hellfire des d'un helicòpter AH-64 Apache. Dues altres persones, un guardaespatlles anomenat Akram Nassar i el fill d'al-Rantisi, Mohammed, de 27 anys, també van morir en l'atac. Quatre persones més van resultar ferides.

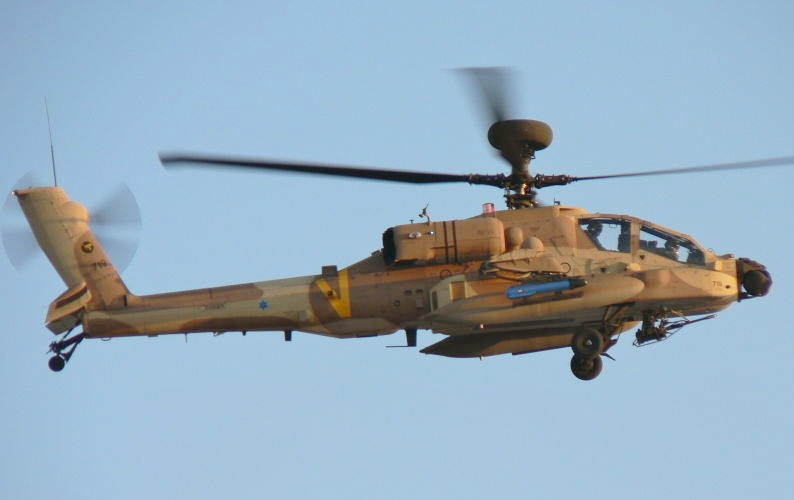
Un AH-64 Apache de la Força Aèria Israeliana

La ràdio de l'exèrcit israelià va declarar que aquella havia estat la primera oportunitat d'abatre al-Rantisi, sense danys col·laterals significatius, des que havia pres el lideratge de Hamàs, al·legant que s'havia anat envoltat d'escuts humans des de l'assassinat de Yassin.

### Reaccions
El portaveu del Ministeri d'Afers Exteriors d'Israel, Jonathan Peled, va declarar:
«Israel... avui ha colpejat un cervell del terrorisme, amb sang a les mans. Mentre l'Autoritat Palestina no mogui un dit i lluiti contra el terrorisme, Israel continuarà havent de fer-ho ell mateix.»
Per la seva banda, el ministre d'Afers Exteriors britànic, Jack Straw, va condemnar l'acció:
«El govern britànic ha deixat clar repetidament que els anomenats “assassinats dirigits” d'aquest tipus són il·legals, injustificats i contraproduents.»